# Franciszek Haberek
Franciszek Antoni Haberek (ur. 11 września 1895 w Strzeszynie, zm. 4 marca 1973 w Ilford) – podpułkownik dyplomowany pilot lotnictwa Wojska Polskiego i Polskich Sił Powietrznych. Uczestnik wojny polsko-bolszewickiej, zastępca dowódcy 6 Pułku Lotniczego we Lwowie. 

## Życiorys
Franciszek Antoni Haberek urodził się 11 września 1895 roku. Urodzony jako drugie dziecko Wojciecha i Marii Haberków z dm. Migdał.  Po ukończeniu 8. klas Cesarsko-Królewskiego Gimnazjum w Gorlicach i zdaniu egzaminu dojrzałości wstąpił 1 września 1914 roku do armii austriackiej. Od 11 września do 31 grudnia 1914 roku przeszedł szkolenie rekrutacyjne w batalionie zapasowym 32 pułku obrony kraju Enutsch Morawy. Jako kapral plutonowy od 1 stycznia 1915 do 31 grudnia 1916 roku był dowódcą drużyny i zastępcą dowódcy plutonu w 32 pułku obrony kraju na froncie austriacko-rosyjskim. W stopniu plutonowego od 1 stycznia do 1 kwietnia 1917 roku odbył kurs oficerów rezerwy w Szkole Oficerów Rezerwy w Opawie-Śląsk. Jako Fähnrich przeszedł kurs karabinu maszynowego w Szkole Karabinów Maszynowych w Trebinje (ówczesna Hercegowina). Następnie jako instruktor wyszkolenia karabinów maszynowych był w batalionie zapasowym 32 pułku obrony kraju w Bochni. Od 16 lipca do 1 listopada 1917 roku pełnił funkcję dowódcy plutonu karabinu maszynowego 32. Pułku obrony kraju na froncie austriacko- włoskim. Następnie jako Fähnrich kolejno podporucznik od 1 stycznia do 31 października 1918 nadal był instruktorem wyszkolenia karabinów maszynowych w batalionie zapasowym 32. Pułku obrony krajowej w Bochni.
Po odzyskaniu przez Polskę niepodległości został przyjęty do Wojska Polskiego. Zaczął karierę od stopnia porucznika w 2. pułku strzelców podhalańskich w Bochni, nadal będąc instruktorem wyszkolenia karabinów maszynowych. Od 16 lutego do 15 sierpnia 1919 roku odbył kurs oficerów samochodowych w 5. Dywizjonie samochodowym w Krakowie. Kolejno jako podporucznik porucznik od 16 sierpnia 1919 do 31 kwietnia 2021 r. w 1. Dywizji gen. Józefa Hallera w 13 dywizji piechoty, grupy południowej na froncie polsko-bolszewickim był dowódcą kolumny samochodowej nr.86. 3 maja 1922 roku został zweryfikowany w stopniu kapitana ze starszeństwem z 1 czerwca 1919 roku i 45. lokatą w korpusie oficerów samochodowych, a jego oddziałem macierzystym był 6 Dywizjon Samochodowy we Lwowie. W 1922 roku został powołany do Wyższej Szkoły Wojennej w Warszawie, w charakterze słuchacza Kursu Normalnego, pozostając oficerem nadetatowym 6 Dywizjonu Samochodowego. Z dniem 1 października 1924 roku, po ukończeniu kursu i otrzymaniu dyplomu naukowego oficera Sztabu Generalnego, został przydzielony do dyspozycji Departamentu IV Żeglugi Powietrznej Ministerstwa Spraw Wojskowych w Warszawie. W tym samym miesiącu został przydzielony do macierzystego 6 Dywizjonu Samochodowego z równoczesnym odkomenderowaniem do Szkoły Pilotów w Bydgoszczy, którą ukończył. Następnie wykładał tam taktykę a potem p.o. Dyrektora tej Szkoły.
21 sierpnia 1926 roku został przeniesiony z korpusu oficerów samochodowych do korpusu oficerów lotnictwa w stopniu kapitana ze starszeństwem z 1 czerwca 1919 roku i 32,6 lokatą, wcielony do 6 pułku lotniczego i przydzielony do Szkoły Pilotów na stanowisko pełniącego obowiązki dyrektora nauk. Od sierpnia 1927 roku do czerwca 1928 roku był dowódcą 12 eskadry lotniczej w Warszawie, następnie oficerem taktycznym 1. pułku lotniczego w Warszawie. 18 lutego 1928 roku awansował na majora ze starszeństwem z 1 stycznia 1928 roku i 6. lokatą w korpusie oficerów lotnictwa. W 1928 jako oficer 1 pułku lotniczego służył w Departamencie Lotnictwa Ministerstwa Spraw Wojskowych jako Szef Wydziału Ogólno-Organizacyjnego w Warszawie. Na początku lat 30. był oficerem 6 pułku lotniczego w garnizonie Lwów. Następnie od 1 stycznia 1930 do 31 marca 1933 roku był dowódcą dywizjonu liniowego potem dywizjonu szkolnego 6. pułku lotniczego we Lwowie. Jako major podpułkownik od 1 kwietnia 1933 do 15 lutego 1939 roku był kierownikiem samodzielnego referatu lotniczego w Sztabie Głównym oddziale III i I. 
W 1930 roku wystąpił pod pseudonimem „Janusz Halny” w jednym z najchętniej oglądanych w tamtym czasie polskich filmów „Gwiaździsta eskadra”, który był również największą produkcją zrealizowaną w okresie międzywojennym w Polsce.
Pełniąc stanowisko dowódcy dywizjonu szkolnego tej jednostki 2 września 1931 roku powracając z inspekcji do Lwowa-Skniłowa został ranny w biodro w katastrofie lotniczej pod Chodorowem, której samolot uległ krótko po starcie wieczorem, po czym został przewieziony pociągiem do szpitala lwowskiego (ranny został także mjr Adam Paleolog, zastępca dowódcy pułku), gdzie przeszedł operację i jego stan poprawiał się. Był członkiem komitetu redakcyjnego czasopisma „Lot i Obrona Przeciwlotniczo-Gazowa Polski”, organu prasowego Ligi Obrony Powietrznej i Przeciwgazowej. Mianowany podpułkownikiem ze starszeństwem z 19 marca 1937 roku. W stopniu podpułkownika od 16 lutego do 17 września 1939 roku był zastępcą dowódcy, kolejno p.o. dowódcy 6. pułku lotniczego we Lwowie, następnie Stanisławowie, Kołomyi i Kutach. Między 18 września do 28 grudnia 1939 roku był komendantem obozów żołnierskich w rejonie Babadag, następnie w obozach oficerskich Călimănești, Târgoviște w Rumunii. Od 29 grudnia 1939 do 27 marca 1940 roku pracował w Attaché wojskowym w Bukareszcie i zajmował się tam pracami specjalnymi, czyli ewakuacją żołnierzy polskich do Francji. 
Po wybuchu II wojny światowej przedostał się na Zachód do Wielkiej Brytanii i wstąpił do Polskich Sił Powietrznych w Anglii w ramach Royal Air Force. Otrzymał numer służbowy RAF P-1519. Został szefem powołanego 1 października 1941 roku Biura Historycznego Lotnictwa. Służbę zakończył w stopniu podpułkownika i wing commandera. 
Po zakończeniu wojny pozostał na emigracji w Wielkiej Brytanii. Zmarł 4 marca 1973 roku. Został pochowany w Newton Abbot. Symboliczna tablica nagrobna umieszczona została przez rodzinę na grobie Haberków i znajduje się na cmentarzu komunalnym w Bieczu. 

## Upamiętnienie
Jego postać pojawia się w książkach: "Z kabiny obserwatora" Janusza Kędzierskiego oraz w cyklu Janusza Meissnera "Wspomnienia pilota".  
16 kwietnia 2021 roku opublikowana została sylwetka ppłk. Franciszka Haberka w cyklu „Bieczanie znani i mniej znani", prowadzonym przez Bieckie Centrum Kultury pt. PILOT I AKTOR. W jubileuszowym 40. wydaniu Lotniczego Magazynu Historycznego GAPA z listopada 2022 roku, pojawił się artykuł pt. „Ppłk dypl. pil. Franciszek Antoni Haberek". Napisany został dzięki współpracy rodziny z Robertem Gretzyngierem oraz Fundacją Historyczną Lotnictwa Polskiego. 28 lutego 2023 roku jego grób znajdujący się w Ogwell Cross Cemetery, Newton Abbot TQ126AA w Wielkiej Brytanii został wpisany do ewidencji grobów weteranów walk o wolność i niepodległość Polski, pod numerem ewidencyjnym 5472. 11 września 2024 roku w Muzeum Ziemi Bieckiej otwarta została wystawa czasowa pt. "Niesłychane losy wyjątkowego człowieka opowieść o Franciszku Haberku", którą przygotowali Magdalena Skawińska, Mateusz Haberek oraz zespół Muzeum Ziemi Bieckiej. 

## Galeria
- Opinie o oficerach WP wystawione przez marszałka Śmigłego-Rydza, wzmiankowany Franciszek Haberek.

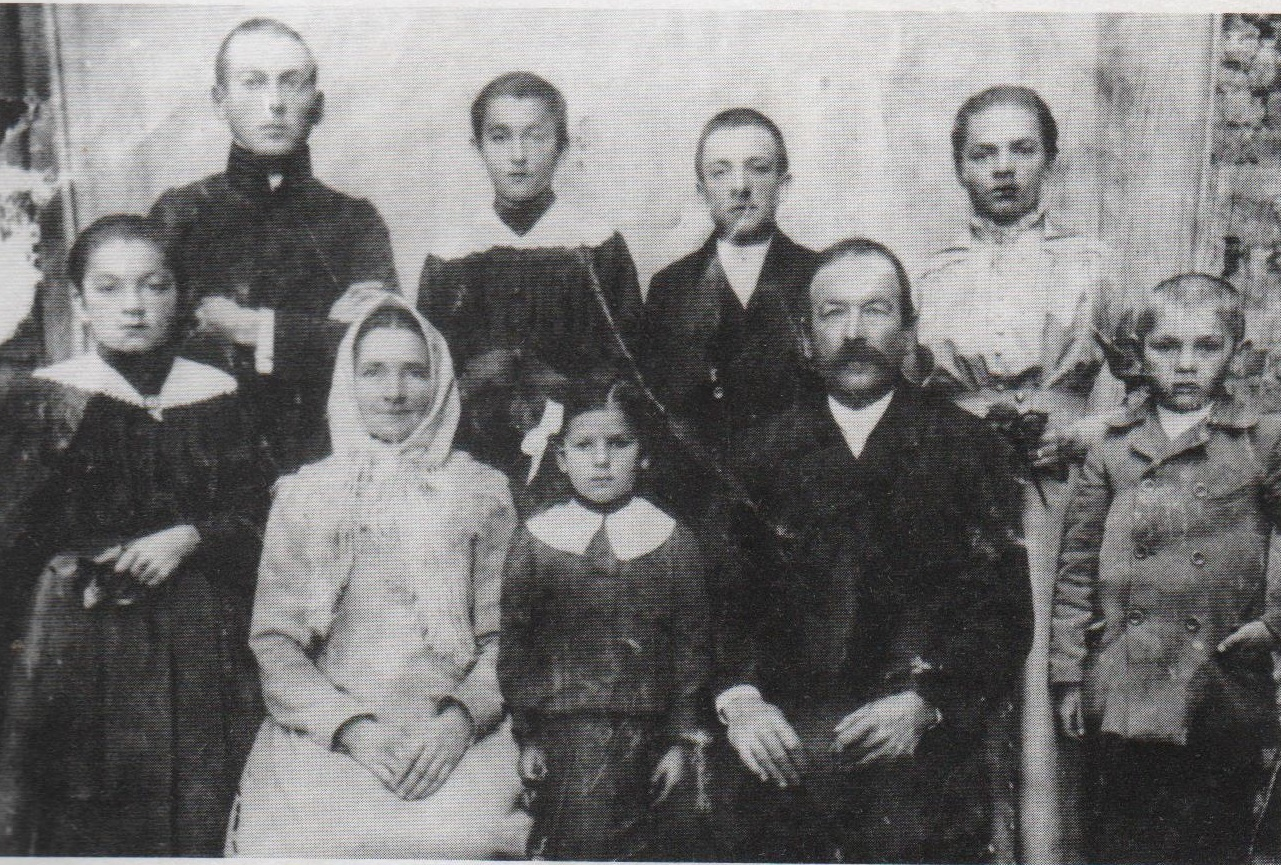
Zdjęcie rodziców i rodzeństwa Franciszka Haberka. Pierwszy od lewej w górnym rzędzie Franciszek Haberek, Maria Haberek, Józef Haberek, Weronika Haberek. Od lewej w dolnym rzędzie: Tekla Haberek, matka Maria, Julia Haberek, ojciec Wojciech, Stanisław Haberek.
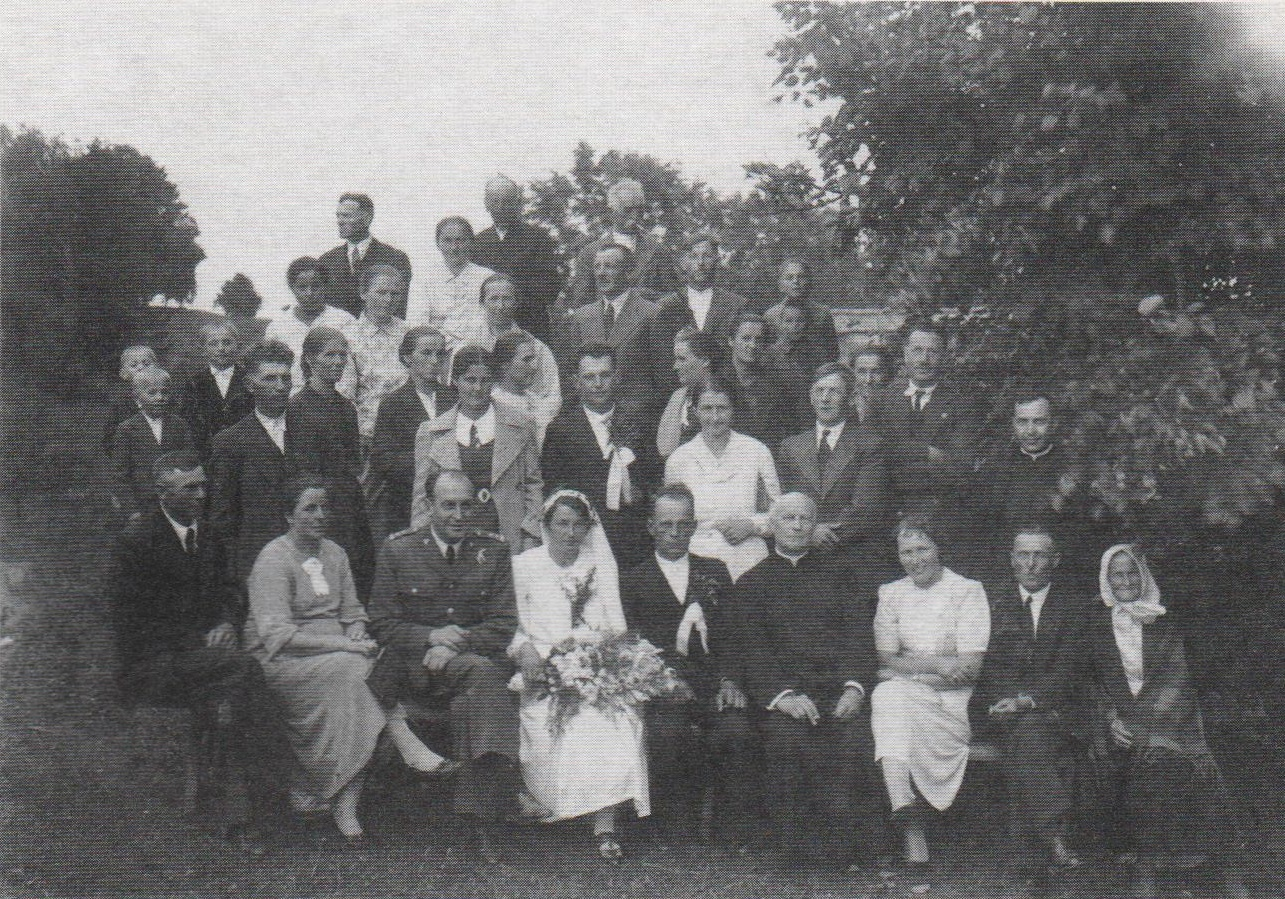
Ślubne zdjęcie Juli Haberek (siostry Franciszka) i Stanisława Wachowicza z 1937 roku. W pierwszym rzędzie trzeci od lewej Franciszek Haberek w mundurze.
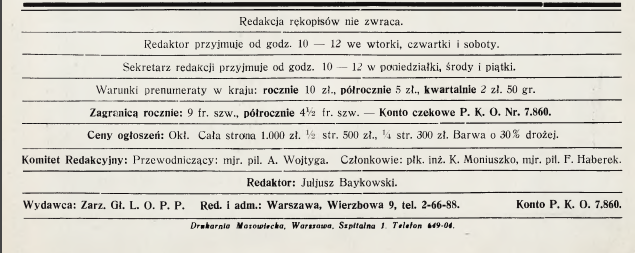
Wycinek z gazety "Lot i Obrona Przeciwgazowa Polski", w której mjr Franciszek Haberek był członkiem komitetu redakcyjnego.
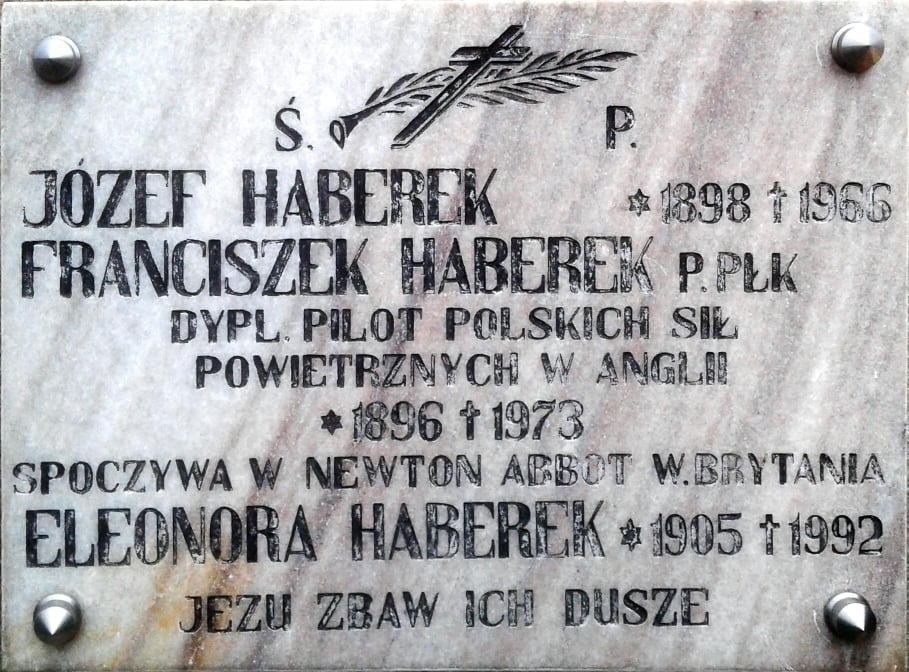
Symboliczna tablica nagrobna na grobowcu rodziny Haberków znajdująca się w cmentarzu komunalnym w Bieczu.

## Ordery i odznaczenia
- Złoty Krzyż Zasługi – 10 listopada 1938 „za zasługi w służbie wojskowej”[28]
- Medal Lotniczy (dwukrotnie)[29]